# 3Bの恋人〜付き合ってはいけない職業男子との恋遊戯〜
『3Bの恋人〜付き合ってはいけない職業男子との恋遊戯〜』（さんビーのこいびと つきあってはいけないしょくぎょうだんしとのこいゆうぎ、英語: 3B-no-Koibito）は、朝日放送テレビ（ABCテレビ）とLINEマンガの原作共同開発作品。『LINEマンガ』（LINE Digital Frontier）にて2019年12月6日より2022年まで連載。作者は横山もよ。
馬場ふみか主演により朝日放送テレビで連続ドラマ化され、2021年1月10日から3月14日まで放送された。

## 概要
美容師（Beautician）、バンドマン（Bandman）、バーテンダー（Bartender）の「3B」に当てはまる男性は、恋する女性たちの間で「彼氏にしてはいけない」とされている。
本作品ではオトコを信用できない主人公「はる」と「3B」たちの危険な恋を描く。

## 書誌情報
- 横山もよ『3Bの恋人〜付き合ってはいけない職業男子との恋遊戯〜』LINE Digital Frontier〈LINEコミックス〉、全4巻
  1. 2020年8月12日発売[2]、ISBN 978-4-86697-079-0
  2. 2020年12月15日発売[4]、ISBN 978-4-86697-133-9
  3. 2021年9月15日発売[5]、ISBN 978-4-86697-215-2
  4. 2022年7月15日発売[6]、ISBN 978-4-86697-267-1

## テレビドラマ
『3Bの恋人 絶対に付き合ってはいけない男たちとの危険な恋物語』（さんビーのこいびと ぜったいにつきあってはいけないおとこたちとのきけんなこいものがたり）のタイトルで、朝日放送テレビの「ドラマL」枠2021年1月期作品として、同年1月10日から3月14日まで放送。正式なタイトルがこの通り長いため、ラテ欄や公式サイト等では単に『3Bの恋人』とされていた。

### キャスト
小林はる
演 - 馬場ふみか
ユウ / 雨宮悠宇
演 - 神谷健太
慎太郎 / 上野慎太郎
演 - HIROSHI（FIVE NEW OLD）
ヨシ / 南世志
演 - 桜田通
麻美 / 山村麻美
演 - 八木アリサ
杉崎
演 - みひろ
達也
演 - 前山剛久
謎の美女
演 - 井上苑子
香奈
演 - 永尾まりや
遠山大輔 / 柳沢マコト
演 - 田村健太郎

### スタッフ
- 原作 -『3Bの恋人〜付き合ってはいけない職業男子との恋遊戯〜』 （原作／LINE マンガ・朝日放送テレビ 漫画／横山もよ）
- 脚本 - 政池洋佑、藤原珠恵
- 監督 - 瀧悠輔、的場政行、高杉考宏
- 音楽 - TAKE（FLOW）
- 主題歌 - FIVE NEW OLD「Hallelujah」（ etichetta / ワーナーミュージック・ジャパン）
- 挿入歌 - Beyond Brooklyn「Brand New Days」
- 音楽監修・指導 - 大川修治
- バンド音源監修 - 石山惠之亮
- バンド音源ミックス - 勝山敬亮
- ギター指導 - 磯貝真由、白須賀悟
- ボーカル指導 - 登坂亮太
- ベース指導 - 後藤マサヒロ
- トリマー指導 - 国際動物専門学校
- バーテンダー指導 - 藤田伸洋
- フードコーディネーター - はらゆうこ
- チーフプロデューサー - 山崎宏太（朝日放送テレビ）
- プロデューサー - 矢内達也（朝日放送テレビ）、清家優輝（ファインエンターテイメント）
- 制作協力 - ファインエンターテイメント
- 制作著作 - 朝日放送グループホールディングス、朝日放送テレビ

### 放送日程
| 話数 | 放送日  | サブタイトル                                 | ラテ欄                                            | 脚本            | 監督     |
| ---- | ------- | -------------------------------------------- | ------------------------------------------------- | --------------- | -------- |
| #1   | 1月10日 | 出会って即キス!? 危険な恋が始まる!           | 3Bと馬場ふみかの過激愛                            | 政池洋佑        | 瀧悠輔   |
| #2   | 1月17日 | いきなりハグ!? アイスべき3Bとの共同生活      | 共同生活スタートで いきなり危ない関係に発展!?     | 政池洋佑        | 瀧悠輔   |
| #3   | 1月24日 | 美容師との初デート! 嫉妬はいつしか奪い愛に!  | 美容師との初デート! 嫉妬はいつしか奪い愛に!?      | 政池洋佑        | 瀧悠輔   |
| #4   | 1月31日 | キス目撃! 俺の女になれと叫ぶ歌声は不協和音に | キス現場目撃!! 俺の女になれと叫ぶ歌声は不協和音に | 政池洋佑        | 的場政行 |
| #5   | 2月07日 | 人生で一番キスしたくなった                   | 奪い愛が加速!! 馬場ふみかが唇を奪われる!?         | 政池洋佑        | 高杉考宏 |
| #6   | 2月14日 | 緊急事態! キスが波乱を巻き起こす!            | 緊急事態発生!! キスが原因で共同生活が大ピンチに!? | 藤原珠恵        | 的場政行 |
| #7   | 2月21日 | 元カレ出現！？4人目の"B"が嵐を巻き起こす！   | 元カレが出現!! 4人目の「B」 舞台俳優が嵐を呼ぶ    | 藤原珠恵 瀧悠輔 | 瀧悠輔   |
| #8   | 2月28日 | ハグ&プロポーズ！ついに告白へ                |                                                   | 藤原珠恵 瀧悠輔 | 瀧悠輔   |

| 朝日放送テレビ・テレビ朝日 ドラマL      | 朝日放送テレビ・テレビ朝日 ドラマL                                                    | 朝日放送テレビ・テレビ朝日 ドラマL                                 |
| 前番組                                  | 番組名                                                                                | 次番組                                                             |
| --------------------------------------- | ------------------------------------------------------------------------------------- | ------------------------------------------------------------------ |
| マリーミー! （2020年10月4日 - 12月6日） | 3Bの恋人 絶対に付き合ってはいけない男たちとの危険な恋物語 （2021年1月10日 - 3月14日） | ジモトに帰れないワケあり男子の14の事情 （2021年4月18日 - 6月20日） |